# Жезус, Мануэл Жозе де
Мануэл Жозе де Жезус Силва порт. Manuel José de Jesus Silva; 9 апреля 1946 года, Вила-Реал-ди-Санту-Антониу, Португалия) — португальский футболист и тренер.

## Биография
Воспитанник «Бенфики». За родную команду провел всего одну игру. Большую часть времени Мануэл Жозе отыграл в низших лигах. Завершил свою карьеру полузащитник в команде «Спортинг» (Эшпинью). В ней же он начал свою тренерскую деятельность. На родине специалист работал со «Спортингом», «Бенфикой», «Боавиштой» и «Брагой». Много лет специалист успешно работал за рубежом. Под его руководством египетский «Аль-Ахли» трижды побеждал в африканской Лиге чемпионов и четырежды становился чемпионом страны. В 2006 году Мануэл Жозе привел свою команду к бронзе на клубном чемпионате мира ФИФА. Таким образом, «Аль-Ахли» стал первым африканским коллективом, завоевавшем медали на этом межконтинентальном турнире. Именно португальский тренер достиг с египтянами рекордной беспроигрышной серии в 55 матчей. Помимо клубной работы, наставник возглавлял сборную Анголы.
В 2015 году Мануэл Жозе претендовал на звание лучшего португальского тренера столетия, но уступил его Жозе Моуринью.

## Достижения

### Международные
- Победитель Лиги чемпионов КАФ (4): 2001, 2005, 2006, 2008
- Обладатель Суперкубка КАФ (3): 2006, 2007, 2008
- Бронзовый призёр Клубного чемпионата мира ФИФА: 2006

### Национальные
- Чемпион Египта (4): 2004/05, 2005/06, 2006/07, 2007/08
- Обладатель Кубка Египта (3): 2002/03, 2005/06, 2006/07
- Обладатель Суперкубка Египта (5): 2003, 2005, 2006, 2007, 2008
- Обладатель Кубка Португалии: 1991/92
- Обладатель Суперкубка Португалии: 1992

### Личные
- Тренер года в Португалии: 2009[4]
- Лучший футбольный тренер года в Африке: 2006